# Люсіль Вотсон
Люсіль Вотсон (англ. Lucile Watson; 27 травня 1879 — 24 червня 1962) — канадська акторка театру та кіно, номінантка премії «Оскар».

## Біографія
Народилася в Квебеку, Канада. У кіно вперше з'явилася в 1916 році в німому фільмі «Дівчина з зеленими очима», знятому за бродвейській постановці з її ж участю. Незабаром ненадовго одружилася з актором Рокліффом Феллоузом. Наступного разу на екранах з'явилася тільки в 1930 році в епізодичній ролі у фільмі «Бродвейська королівська сім'я». У 1928 році одружилася з драматургом Луїсом Е. Шипманом, який в 1933 році помер.
Крім зйомок у великому кіно, Люсіль Вотсон багато грала на театральній сцені. Виконувала головні ролі в таких постановках, як «Будинок розбитого серця», «Привиди», «Гордість і упередження» і багатьох інших.
Найбільшу популярність їй принесла роль Фанні Фаррелли у фільмі «Дозор на Рейні» (1943), екранізації однойменної бродвейської постановки 1941 року, де вона також грала. У 1943 році Люсіль Вотсон була номінована за цю роль на «Оскар» в номінації «найкраща акторка другого плану».
Люсіль Вотсон померла в Нью-Йорку в червні 1962 роки після перенесеного серцевого нападу.

## Фільмографія
- Моє заборонене минуле (1951) — тітка Еула Біуревел
- Гарріет Крейг (1950)
- Маленькі жінки (1949) — тітка Марч
- Імператорський вальс (1948) — Принцеса Бітотска
- Лезо бритви (1946) — Луїза Бредлі
- Тонка людина їде додому (1945)
- Сумнівна слава (1944) — Мадам Марі
- Дозор на Рейні (1943) — Фанні Фарреллі
- Велика брехня (1941) — тітка Ада Грінфілд
- Містер і місіс Сміт (1941) — Місіс Кастер
- Міст Ватерлоо (1940) — Леді Маргарет Кронін
- Жінки (1939) — Місіс Мурхід
- Три милі дівчини (1936) — Марта Трудель
- Сади Аллаха (1936) — мати-настоятелька Джозефін
- Чоловіки в чорному (1934) — Медсестра (в титрах не вказана)
- Дівчина з зеленими очима (1916)